# Кинали
Кинали (грч. Κοκκινόχωμα, Кокинохома) је насељено место у  општини Кушница у периферији Источна Македонија и Тракија, Грчка. Према попису из 2021. године било је 1.284 становника.
Према бугарском географу и историчару, Василу Канчову, у Киналију је 1900. године живело 300 Словена муслимана и 300 Турака. Године 1924. муслиманско становништво је принудно исељено у Турску а на њихово место су насељене грчке избегличке породице, којих је на попису из 1928. године било 680.